# Tom Lehman
Thomas Edward (Tom) Lehman (Austin, Minnesota, 7 maart 1959) is een Amerikaans professioneel golfer.
Lehman studeerde aan de Universiteit van Minnesota en werd daarna in 1982 professional. Van 1983-1985 speelde hij op de Amerikaanse PGA Tour maar was weinig succesvol. Daarna speelde hij zes jaar lang op tours in Azië en Zuid-Afrika en op de Amerikaanse Ben Hogan Tour.
In 1991 won hij de Ben Hogan Tour en promoveerde weer naar de PGA Tour waar hij sinds 1992 voortdurend speelt. In 1996 werd hij 'PGA Tour Player of the Year'.
Hij heeft al drie keer na drie rondes aan de leiding gestaan van het US Open (1995-1997). Lehmans hoogtepunt van zijn carrière is het winnen van het Brits Open in 1996.
In april 1997 heeft hij een week op de eerste plaats van de Official World Golf Rankings gestaan
In april 2009 was Lehman de 13de speler die het Brits Open bij zijn eerste deelname won. Ook speelde hij met Bernhard Langer en won de Liberty Mutual Legends of Golf in een play-off tegen Jeff Sluman en Craig Stadler.

## Senior
In mei 2010 won Lehman zijn eerste Senior Major: het Senior PGA Kampioenschap in een play-off tegen Fred Couples en David Frost.
Lehman woont met zijn vrouw Melissa in Arizona. Ze hebben vier kinderen.

### Gewonnen
PGA Tour
| Nr. | Datum           | Toernooi                     | Score           | Score | Info |
| --- | --------------- | ---------------------------- | --------------- | ----- | ---- |
| 1   | 22 mei 1994     | Memorial Tournament          | 67-67-67-67=268 | –20   |      |
| 2   | 12 mei 1995     | Colonial National Invitation | 67-68-68-68=271 | –9    |      |
| 3   | 21 juli 1996    | The Open Championship        | 67-67-64-73=271 | –13   |      |
| 4   | 28 oktober 1996 | The Tour Championship        | 66-67-64-71=268 | –12   |      |
| 5   | 30 januari 2000 | Phoenix Open                 | 63-67-73-67=270 | –14   |      |

Europese Tour
| Nr. | Datum        | Toernooi                                  | Score           | Score | Info |
| --- | ------------ | ----------------------------------------- | --------------- | ----- | ---- |
| 1   | 21 juli 1996 | The Open Championship                     | 67-67-64-73=271 | –13   |      |
| 2   | 12 juli 1997 | Gulfstream Loch Lomond World Invitational | 65-66-67-67=265 | –19   |      |

Ben Hogan Tour
- 1990: Ben Hogan Reflection Ridge
- 1991: Ben Hogan Gulf Coast Classic, Ben Hogan South Carolina Classic, Ben Hogan Santa Rosa Open

Japan Golf Tour
- 1993: Casio World Open

Overige
- 1986: Waterloo Open Golf Classic
- 1989: Minnesota State Open
- 1990: Minnesota State Open
- 1995: Hyundai Team Matches (met Duffy Waldorf)
- 1996: Hyundai Team Matches (met Duffy Waldorf), PGA Grand Slam of Golf, Skins Game
- 1997: Skins Game, Wendy's 3-Tour Challenge (met Fred Couples en Phil Mickelson)
- 1998: Callaway Golf Pebble Beach Invitational
- 1999: Williams World Challenge (USA)
- 2000: Hyundai Team Matches (met Duffy Waldorf)
- 2009: Argentine Masters

Champions Tour
| Nr. | Datum            | Toernooi                                             | Score           | Score | Info                                                |
| --- | ---------------- | ---------------------------------------------------- | --------------- | ----- | --------------------------------------------------- |
| 1   | 26 april 2009    | Liberty Mutual Legends of Golf (met Bernhard Langer) | 61-66-62=189    | –27   | Wonnen de play-off van Jeff Sluman en Craig Stadler |
| 2   | 30 mei 2010      | Senior PGA Championship                              | 68-71-71-71=281 | –7    | Won de play-off van Fred Couples en David Frost     |
| 3   | 13 februari 2011 | Allianz Championship                                 | 65-69-69=203    | –13   |                                                     |
| 4   | 3 april 2011     | Mississippi Gulf Resort Classic                      | 67-64-69=200    | –16   |                                                     |
| 5   | 8 mei 2011       | Regions Tradition                                    | 67-71-68-69=275 | –13   | Won de play-off van Peter Senior                    |
| 6   | 10 juni 2012     | Regions Tradition                                    | 69-69-68-68=274 | –14   |                                                     |
| 7   | 4 november 2012  | Charles Schwab Cup Championship                      | 68-63-62-65=258 | –22   |                                                     |
| 8   | 22 juni 2014     | Encompass Championship                               | 65-66-70=201    | –15   |                                                     |

Europese Senior Tour
| Nr. | Datum            | Toernooi                | Score           | Score | Info                                            |
| --- | ---------------- | ----------------------- | --------------- | ----- | ----------------------------------------------- |
| 1   | 30 mei 2010      | Senior PGA Championship | 68-71-71-71=281 | –7    | Won de play-off van Fred Couples en David Frost |
| 2   | 11 december 2011 | MCB Tour Championship   | 65-68-71=204    | –12   |                                                 |

## Teams
- Ryder Cup: 1995, 1997, 1999 (winnaars), 2006 (non-playing captain)
- Presidents Cup: 1994 (winnaars), 1996 (winnaars), 2000 (winnaars)
- World Cup: 1996
- Alfred Dunhill Cup: 1999, 2000